# Liste der Monuments historiques in Brux (Vienne)
Die Liste der Monuments historiques in Brux (Vienne) führt die Monuments historiques in der französischen Gemeinde Brux auf.

## Liste der Bauwerke
| Bezeichnung            | Beschreibung              | Standort | Kennzeichnung | Schutzstatus | Datum | Bild           |
| ---------------------- | ------------------------- | -------- | ------------- | ------------ | ----- | -------------- |
| Kirche St-Martin       | Erbaut im 12. Jahrhundert | (Lage)   | PA00105367    | Classé       | 2014  | weitere Bilder |
| Logis des Chémerault   | Erbaut im 15. Jahrhundert | (Lage)   | PA00132784    | Inscrit      | 1994  |                |
| Château d’Epanvilliers | Schloss, erbaut 1770      | (Lage)   | PA00105366    | Inscrit      | 1980  |                |
| Haus                   | Erbaut im 15. Jahrhundert |          | PA00105368    | Inscrit      | 1935  |                |